# The Challenge
The Challenge er en amerikansk stumfilm fra 1916 af Donald MacKenzie.

## Medvirkende
- Montagu Love som Quarrier.
- Helene Chadwick som Alberta Bradley.
- Charles Gotthold som Robert Lester.
- Ben Hendricks Sr.